# Письмова мова

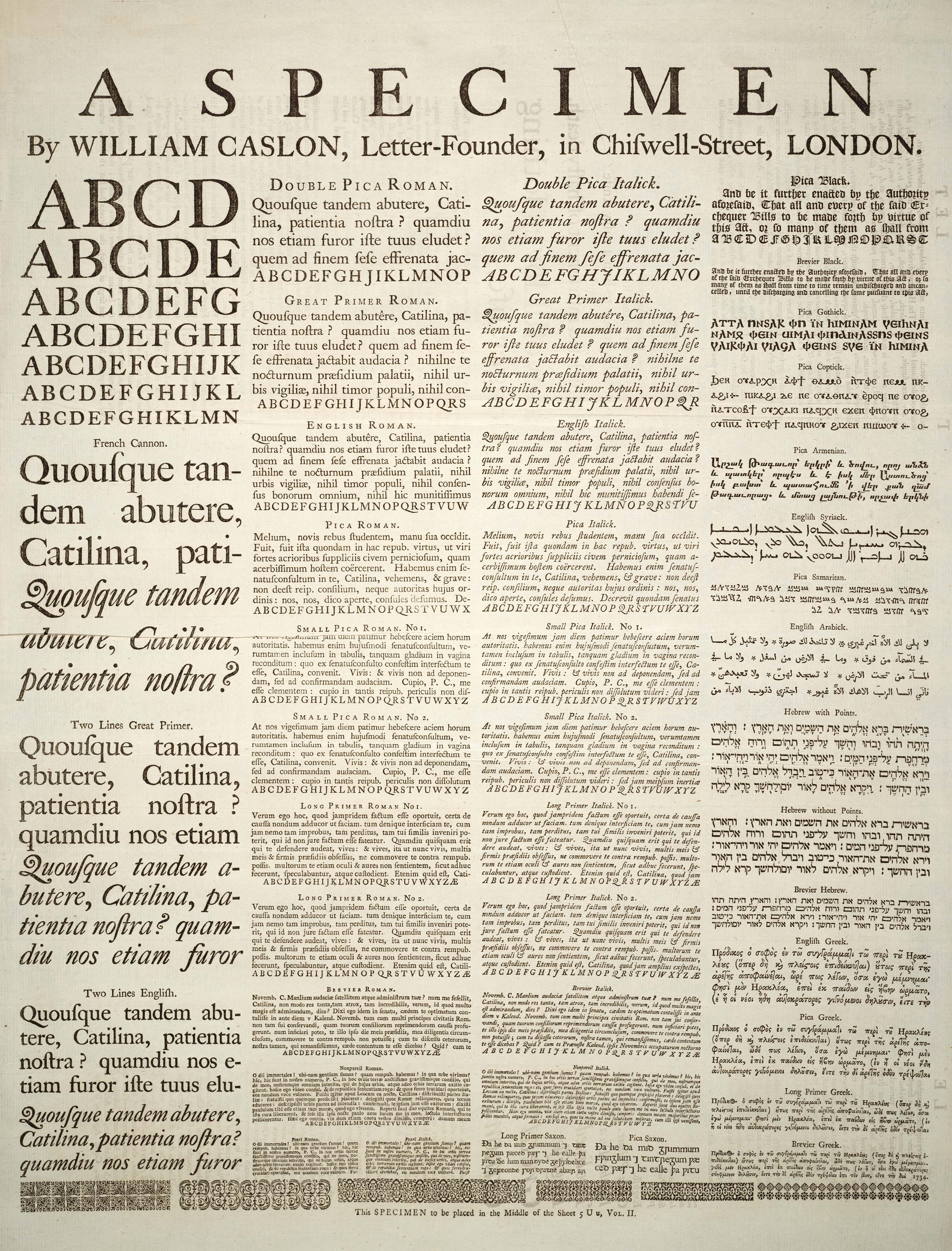
Зразок шрифтів Вільяма Кеслона з Циклопедії, 1728 рік

Письмова мова — вираження природної чи штучної мови за допомоги письма. Письмова мова є вторинним відображенням природної мови, первинною формою якої є усна мова. Добре розроблена й усталена форма письма, що підпорядкована мовним і орфографічним нормам, називається графолектом.
Писемність, на відміну від усного мовлення, є довговічною, уможливлюючи комунікацію в часі та просторі, також за відсутності адресата. З погляду структури, вона більше логічна та послідовна, характеризується стилістичною виваженістю та синтаксичною різноманітністю (поширені складнопідрядні речення, пасивні конструкції, дієприкметникові звороти тощо). З естетичних міркувань у письмових текстах уникають повторів і прагнуть до композиційної впорядкованості та зв'язності тексту. У лексиці переважають іменники та прикметники, лексика позбавлена емоційного забарвлення, з'являються абстрактні вирази та елементи високого стилю (книжні вирази), а також більше складніших реченнєвих конструкцій. Письмова мова позбавлена міміки і жестів та невербального коду. Вона також не містить мовних помилок, характерних для усного мовлення, що дозволяє краще передати точність повідомлення. Письмова мова, зокрема, регулюється нормативними правилами (правописними нормами, конвенціями з написання тощо).
Письмова мова завжди виникає як доповнення до усного мовлення. Багато зниклих мов відомі лише завдяки письмовим пам'яткам.